# Calau
Calau település Németországban, azon belül Brandenburgban. Lakosainak száma 7695 fő (2023. december 31.).

## Népesség
A település népességének változása:
| Lakosok száma | 8522 | 7833 | 7734 | 7650 | 7660 | 7695 |
|               | 2010 | 2015 | 2020 | 2021 | 2022 | 2023 |